# Crawley Town FC
A Crawley Town Football Club egy angol labdarúgócsapat, mely 1896-ban alapult. Székhelye Crawley-ban, Nyugat-Sussexben található, hazai mérkőzéseit az 5996 férőhelyes Broadfield Stadionban játssza. A csapat jelenleg a League One-ban, az angol labdarúgás harmadik legmagasabb osztályában szerepel. Az ide való feljutást a 2011/12-es szezon utolsó meccsén biztosította be, amikor 1-0-ra legyőzte az Accrington Stanleyt. A Crawley 2004-ben került be története során először az angol labdarúgás ötöd- és hatodosztályát magában foglaló Football Conference-be. 2011-ben jutott fel a The Football League legalsó osztályába, a League Two-ba (negyedosztály), ugyanebben az évben az FA Kupa ötödik köréig jutott a csapat, ahol mindössze egy góllal kapott ki a Manchester Unitedtől. Máig ez a klub legjobb FA Kupa-szereplése.

## Klubtörténet

### A kezdetektől a 2000-es évek elejéig
Az 1896-ban alapított Crawley a szintén az abban az évben létrehozott West Sussex League-ben kezdte meg a szereplését, majd öt évvel később csatlakozott a Mid-Sussex League-hez, ahol már a második szezonjában bajnok lett.
Egészen 1951-ig ott maradt a csapat, amikor is belépett a Sussex County League-be. Öt évvel később a ma már nem létező Metropolitan League-et választotta a klub. Ebben a bajnokságban amatőr és profi csapatok egyaránt indulhattak. A Crawley 1959-ben amatőrként nyerte meg el a Metropolitan League Challenge Cup-ot, a ligához tartozó kupasorozatot.
A Vörös Ördögök 1962-ben váltak félprofivá és ugyanekkor csatlakoztak a Southern League másodosztályához, mely az angol labdarúgás egészét figyelembe véve akkor a hetedosztálybak felelt meg (jelenleg már csak a nyolcadik legmagasabb osztály). 1969-ben feljutottak a Southern League élvonalába, de örömük nem tartott sokáig, hiszen azonnal kiestek. Egészen 1984-ig kellett várniuk, mire egy bajnoki ezüstéremnek köszönhetően ismét feljutottak.
A csapat több kisebb kupát is megnyert, például a Sussex Professional Cup-ot 1970-ben, a Gilbert Rice Floodlight Cup-ot 1980-ban és 1984-ben és a Southern Counties Combination Floodlight Cup-ot 1986-ban. Legtöbbször, négy-négy alkalommal a Sussex Senior Cup-ot (1990, 1991, 2003, 2005) és a Sussex Floodlight Cup-ot (1991, 1992, 1993, 1999) nyerte meg a Crawley.
A komoly kupákat tekintve az első sikert az 1992-es FA Kupa-menetelés jelentette, amikor a harmadik körig jutott a csapat. Ott közeli riválisával, a Brighton & Hove Albionnal került össze és végül 18 301 szurkoló szeme láttára 5-0-s vereséget szenvedett a Goldstone Groundon.
2004-ben húsz, zsinórban az első osztályban eltöltött szezon után a Crawley bajnok lett, 12 pontos előnnyel a második helyezett előtt. Ugyanebben a szezonban a csapat megnyerte a Southern League ligakupáját és a Championship Match Trophy-t is. A bajnoki elsőség négy fordulóval a szezon vége előtt, a Welling 3-0-s legyőzésével vált biztossá. Az idegenbeli meccsre nagy számban érkeztek Crawley-szurkolók, akik emlékezetes, érzelemdús ünneplésben részesítették a csapatot. A Vörösök így feljutottak a Football Conference-be, a legmagasabban rangsorolt, különböző bajnoki osztályokat tömörítő ligába a The Football League-en kívül.

### Conference
Mivel a Football Conference-nek csak a következő szezonra alakult meg az alacsonyabb, déli és északi csoportra osztott osztálya, a Southern Football League megnyerése után a Crawley rögtön a Conference Nationalben (ötödosztály) indult. Első idényében a 12. helyen végzett, ami remek eredmény volt, hiszen az összes többi félprofi csapatot megelőzte. A klub ugyanebben a szezonban a Sussex Senior Cup-ot is megnyerte, a Ringmer döntőbeli legyőzésével.
2005-ben az SA Group nevű üzleti csoport felvásárolta a csapatot és úgy döntött, profi státuszúvá teszi azt. Bár muszáj volt meghozni ezt a döntést, hogy a Crawley az ötödosztályban maradhasson, emiatt olyan játékosoknak kellett távoznia, mint a közönségkedvenc Charlie MacDonald vagy a kapus Andy Little, akik nem hagyhatták ott állásaikat, hogy teljes munkaidős labdarúgókká váljanak.
A 2005/06-os idény nem kezdődött jól a csapat számára, mely hamar a 20. helyre zuhant és az FA Kupából is váratlanul hamar kiesett a Braintree Town ellen. Francis Vines menedzsert menesztette a vezetőség, helyére a korábban a Chelsea-t is irányító John Hollins és segédje, Alan Lewer érkezett. A dolgok hamarosan tovább romlottak, hiszen csökkent a nézőszám, ezzel együtt a bevétel is, ami miatt a vezetőknek felére kellett csökkenteniük a játékosok és a szakmai stáb tagjainak a fizetését. Néhány kulcsjátékos is elhagyta a csapatot, így például a csapatkapitány Ian Simpemba, Simon Wormull és a korábban rekordösszegért igazolt Daryl Clare is. Minden jel arra utalt, hogy a Vörös Ördögök ki fognak esni a Conference Nationalből, de március és április között megnyertek öt meccset sorozatban, ami nagy szerepet játszott benne, hogy végül a 17. helyen zártak és tíz ponttal elkerülték a kiesést. Rendkívül rossz anyagi helyzete miatt a csapattól a szezon végén levontak három pontot, de ez nem befolyásolta a tabellán elfoglalt helyét. Nem sokkal később azonban komoly gondba került.
2006 augusztusában több olyan bejelentést is tettek a vezetők, miszerint a klub meg fog szűnni pénzügyi problémái miatt. A végső határidőig már egy óra sem volt hátra, amikor az utolsó pillanatban egy váratlan mentőcsomag ideiglenesen kihúzta a klubot a bajból. A Vörösök folytathatták szereplésüket a Conference Nationalben, de tíz pontos büntetést kaptak, amiért csődeljárás alá kerültek.
A Crawley remekül kezdte a 2006/07-es szezont, első három meccsét megnyerte, ezzel szinte teljes egészében ledolgozva a büntetést. Egy hónappal később azonban visszaesett a formája, aminek következtében John Hollins és Alan Lewer is elvesztette a munkáját. A szurkolókat rosszul érintette a hír, hiszen az edzőpáros sokakkal ellentétben a nehéz anyagi körülmények ellenére is kitartott a klub mellett és a tíz pont levonás ellenére is elmozdították a csapatot az utolsó helyről. Az irányítást két tapasztalt játékos, Ben Judge és David Woozley vette át, munkájukat pedig az a John Yems segítette, aki korábban a Fulhamnél és a Millwallnál is dolgozott edzőként. A trió jól kezdett, első négy meccsükön a megszerezhető tizenkét pontból tízet begyűjtöttek. A Crawley végül a 18. helyen végzett, a bennmaradást a szezon utolsó fordulójában elért döntetlenjével bebiztosítva.
A következő szezon kezdetére Victor Marley lett a klub elnöke, Steve Evans pedig a menedzsere, munkáját Paul Raynor segítette. A rossz anyagi helyzet miatt ismét hátrányból kezdett a csapat, ezúttal "csak" egy hat pontos büntetést kapott. Mindezek ellenére végül sikerült megszereznie a 15. helyet és ezüstérmes lett a Sussex Senior Cup-ban.
2008 áprilisában a Prospect Estate Holdings Limited megvásárolta a Crawleyt az SA Grouptól, ami anyagi biztonságot hozott. Ennek köszönhetően a 2008/09-es évadot már pontlevonás nélkül, azonos feltételekkel kezdhette a csapat.

### FA Kupa-menetelés és a The Football League
2010 februárjában Bruce Winfield bejelentette, hogy ő és Susan Carter lettek a klub többségi tulajdonosai. A páros új befektetőket csábított a csapathoz, többnyire a tengerentúlról. Az így befolyt pénzből Steve Evans megkezdhette a keret újjáépítését. A menedzser nem tétlenkedett, hat hónap alatt 23 játékost igazolt le, köztük Matt Tubbsot 70 ezer fontért, Richard Brodie-t ismeretlen összegért és Sergio Torrest klubrekordnak számító 100 ezer fontért. A Crawley összesen 275 ezer fontot fizetett új játékosokért, korábban a Conference National egyetlen csapata sem költött el ekkora összeget ennyi idő alatt.
A komoly befektetések megtérültek, hiszen a csapat a 2010/11-es idényben kiharcolta a feljutást a League Two-ba, így története során először bekerült a The Football League-be is. Az FA Kupában is remekelt a Crawley: a harmadik körben 2-1-re legyőzte a másodosztályú Derby Countyt, majd a negyedosztályban szereplő Torquay Unitedet búcsúztatta 1-0-s sikerével. Az ötödik kör álomsorsolást hozott, hiszen a klub a szintén Vörös ördögöknek becézett óriással, a Manchester Uniteddel került össze. Az izgatott szurkolók közül körülbelül 9000-en utaztak el az Old Traffordon rendezett találkozóra, melyen jóval esélytelenebb kedvenceik mindössze 1-0-ra kaptak ki. A 93. percben akár a döntetlent, így a hazai pályán történő újrajátszást is kiharcolhatták volna, de Richard Brodie fejese a keresztlécről kipattant. A mai napig ez a Crawley legsikeresebb FA Kupa-szereplése. A szezon során egy tragédia is nehezítette a csapat dolgát, hiszen Bruce Winfield elhunyt, ráadásul a váratlanul hosszú kupaszereplés is plusz meccseket jelentett, ennek ellenére a játékosok végig koncentráltak tudtak maradni és a Tamworth 3-0-s legyőzésével bebiztosították a bajnoki címet.
A Vörös Ördögök a 2011/12-es idényben is jól szerepeltek az FA Kupában és ismét az ötödik körig meneteltek. Legyőzték a másodosztályú Bristol Cityt és a Hull Cityt is, mindkét csapatot 1-0-val búcsúztatták. Végül a Stoke City állította meg őket 2-0-s győzelmével. Ez volt az első alkalom, hogy egy Premier League-ben szereplő csapat a Broadfield Stadionba látogatott.

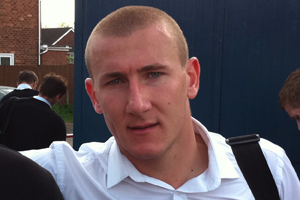
Kyle McFadzean, a Bradford elleni verekedés egyik résztvevője

A Crawley remekül kezdte első negyedosztályú szereplését, a 2011-es naptári évet a tabella élén zárta a klub. Az FA Kupa-szereplés azonban sokat kivett a játékosokból, így a csapat formája visszaesett és 2011. december 17. valamint 2012. március 13. között tizennégy meccséből mindössze kettőt nyert meg. A szurkolók emellett felháborodva vették tudomásul Matt Tubbs és Tyrone Barnett eladását, bár szép pénzt kapott értük a klub, előbbi 800 ezer, utóbbi 1,1 millió fontért váltott csapatot. Annak sem örültek, hogy nem sikerült véglegesen leigazolni a Crawleyban kölcsönben szereplő Andy Druryt. A rossz teljesítmény a játékosokat is frusztrálttá tette, aminek eredményeképp egy Bradford City elleni meccs után hárman összeverekedtek az ellenfél futballistáival. Köztük volt az akkori csapatkapitány, Pablo Mills, akit hat meccsre eltiltottak és Claude Davis, aki négymeccses büntetést kapott. Az FA utólagos vizsgálatai alapján Kyle McFadzean szintén négy meccsre szóló eltiltást kapott. A két csapatból összesen öt játékost tiltottak el több-kevesebb időre, ez holtversenyben a legtöbb eltiltás egy angol labdarúgó-mérkőzést követően. A Crawley az eset után még egy 18 ezer fontos pénzbírságot is kapott. A klub mindhárom játékosa elnézést kért a viselkedéséért, ennek ellenére mindannyiukat kétheti fizetésmegvonással büntették, Pablo Millstől pedig elvették a csapatkapitányi karszalagot, mondván, viselkedése nem méltó egy kapitányhoz. Őt végül a szezon végén ingyen el is engedte a csapat.
2012. április 9-én Steve Evans távozott a csapattól, hogy átvegye a Rotherham United irányítását. Vele együtt segítője, Paul Raynor is elhagyta a Broadfield Stadiont. Evans elárulta, hogy ő is csalódott volt Matt Tubbs és Tyrone Barnett eladása miatt. Amikor arról kérdezték, maradása esetén mit érhetett volna el a Crawley-val, így válaszolt: "Hogy meddig vezethettem volna a Crawley Townt? A League One-ig biztosan, de nem vagyok biztos benne, hogy annál feljebb sikerült volna-e jutni."
A szezon közepi gyengélkedés ellenére a csapat összeszedte magát és május 5-én, az Accrington Stanley ellen bebiztosította a feljutást a League One-ba. A győztes gólt Scott Neilson szerezte.
május 12-én hivatalossá vált, hogy a csapat tárgyalásokat folytat Sean O'Driscoll menedzserrel, aki korábban a szűkös költségvetés ellenére feljuttatta a Doncaster Roverst a másodosztályba. Négy nappal később aláírt a csapathoz, de július 12-én felmondta a szerződését, hogy átvehesse a Nottingham Forest irányítását. Ez azt jelenti, hogy egyetlen meccsen sem ült le a Crawley kispadjára. 2012. augusztus 7-én a Vörös Ördögök vezetősége a Bury vezetőedzőjét, Richie Barkert nevezte ki a klub új menedzserévé.

## Menekülés a csőd elől
Bár a Crawleyt az 1990-es évek végén egyszer már csődeljárás alá vonták, de az igazán komoly pénzügyi gondok 2006 márciusában kezdődtek, amikor a csapat olyan rossz helyzetbe került, hogy meg kellett feleznie játékosai és az edzői stáb tagjainak a fizetését. Még az év júniusában csődeljárás alá került a klub. A helyi újság, a The Argus néhány nappal később arról írt, hogy az akkori elnök, Chas Majeed üzleti vállalkozása is csődeljárás alatt van, így többé hivatalosan nem tölthetné be az elnöki posztot. Majeed később le is mondott, de nem távozott a klubtól és továbbra is komoly beleszólása volt annak irányításába.
A szurkolók megelégelték Chas Majeed és társtulajdonos testvére, Azwar Majeed munkásságát ezért egy "Piros Lap" lenevezésű tiltakozó kampányt szerveztek ellenük. Mint kiderült, a Crawley tartozásai ekkorra már körülbelül 1,1 millió fontra rúgtak. Ebből 400 ezer hitel- és adótartozás volt a HM Revenue and Customs felé, a maradék 700 ezerrel pedig Majeedéknak tartozott a csapat a testvérpár állítása szerint. Júliusra a teljes tartozás összege már 1,4 millió fontra emelkedett a volt és jelenlegi alkalmazottakkal szembeni elmaradások miatt. A Crawley arra kérte hitelezőit, hogy negyedeljék a tartozását, de legnagyobb hitelezője, a HM Revenue and Customs ebbe nem egyezett bele, ezért nagyon valószínűtlennek tűnt, hogy a klub megmeneküljön.
Augusztusban úgy tűnt, a klubot végleg bezárja a felszámolást végző cég, de a fő hitelezők ekkor összeültek tanácskozni és kidolgoztak egy mentőcsomagot a csapat számára, mellyel elfelezték annak tartozását. A Crawley-nak két választása volt, vagy elfogadja a mentőcsomagot vagy a biztos csődöt választja. Szeptemberben már 1,8 millió font volt a tartozás az egyre több bérhátralék miatt. A vezetőség ekkor úgy döntött, elfogadja a hitelezők ajánlatát.
A mentőcsomag bevált, 2007 májusára a csapat minden tartozását kifizette, mivel azonban ezt nem jelezte időben a csapat a Football Conference felé, hatpontos hátrányból, átigazolási tilalommal kezdte meg a bajnoki szezont. 2008 áprilisában a Prospect Estate Holdings Limited felvásárolta a csapatot az SA Grouptól, Majeedék cégétől, ami végleg véget vetett a pénzügyi gondoknak. Az igazi fellendülést az jelentette, amikor 2010-ben Bruce Winfield és Susan Carter lett a többségi tulajdonos, akik több új befektetőt is szereztek a klubnak.
2009-ben az egyik korábbi tulajdonost, Azwar Majeedet börtönbe zárták adócsalásért. A Crawleynak ezt követően a bíróságon kellett bizonyítania, hogy tisztességesen fizette ki tartozásait és egyéb pénzügyei során is törvényesen járt el, amíg az SA Group tulajdonában volt. A bíróság mindent rendben talált, így a csapat zavartalanul folytathatta működését.

## Stadion

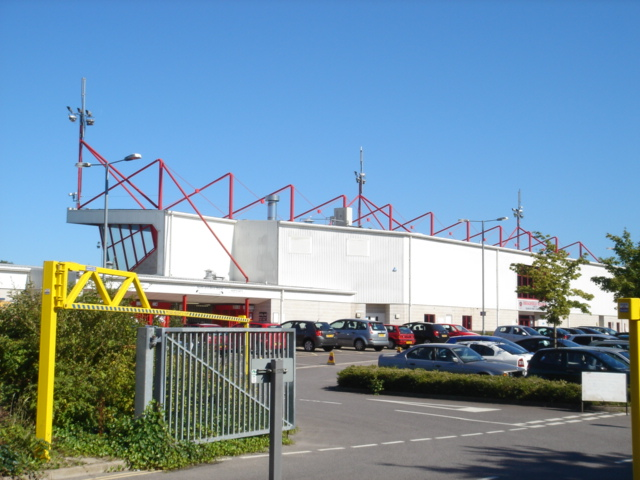
A Broadfield Stadion bejárata

A Crawley Town 48 évet töltött Town Mead nevű stadionjában, mielőtt területet, melyen az építmény állt, 1997-ben építési vállalkozók megvették. A csapat a körülbelül három kilométerrel arrébb található Broadfield Stadionba költözött. Az 5996 néző befogadására alkalmas létesítmény a crawley-i önkormányzat tulajdona.
A The Football League-be való feljutás után bővíteni kellett a stadiont, mivel a liga szabályai szerint minden csapatnak legalább 5000 fős stadionnal kell rendelkeznie. A crawley-i önkormányzat 2012 januárjában elfogadott egy pályázatot az East Stand (keleti lelátó) újjáépítésére. Az új lelátó 2012. április 2-ára készült el, mindössze egyheti munka után. Ekkor nőtt a befogadóképesség a mai 5996 főre. A felújítás keretein belül új forgókapuk és Premier League-szintű reflektorok is kerültek a Broadfield Stadionba. A Crawley április 6-án játszotta első meccsét a felújított stadionban, a Crewe Alexandra ellen. Az 1-1-es döntetlenre végződött találkozóra 4723 szurkoló látogatott ki, amivel rögtön megdőlt a stadion korábbi rekordja, mely 4552 fő volt.
A jelenlegi nézőcsúcs 2013. január 5-én alakult ki, amikor a Reading elleni FA Kupa-meccsre 5880-an váltottak jegyet.

## Játékos

### Jelenlegi keret
2013. április 7. szerint
| #  |     | Poszt | Név              |
| -- | --- | ----- | ---------------- |
| 1  | ENG | K     | Paul Jones       |
| 2  | SLE | V     | Mustapha Dumbuya |
| 3  | ENG | V     | Mat Sadler       |
| 4  | IRE | V     | Mark Connolly    |
| 5  | ENG | V     | Kyle McFadzean   |
| 6  | ENG | V     | Connor Essam     |
| 7  | IRL | CS    | Billy Clarke     |
| 8  | ARG | KP    | Sergio Torres    |
| 10 | ENG | KP    | Matt Sparrow     |
| 11 | ENG | KP    | Josh Simpson     |
| 12 | WAL | V     | Joe Walsh        |

| #  |     | Poszt | Név                                            |
| -- | --- | ----- | ---------------------------------------------- |
| 13 | ENG | KP    | David Hunt                                     |
| 14 | ENG | CS    | Jamie Proctor                                  |
| 15 | ENG | KP    | Dannie Bulman                                  |
| 16 | WAL | KP    | Nicky Adams                                    |
| 17 | WAL | KP    | Jake Taylor (kölcsönben a Readingtől)          |
| 19 | IRE | CS    | Aiden O'Brien (kölcsönben a Millwalltól)       |
| 20 | ENG | CS    | Lateef Elford-Alliyu                           |
| 21 | ENG | KP    | Mike Jones                                     |
| 25 | ENG | K     | Jonathan Maddison (kölcsönben a Sunderlandtől) |
| 26 | ENG | CS    | Richard Brodie                                 |
| 28 | ENG | CS    | Paul Hayes (kölcsönben a Brentfordtól)         |

### Kölcsönben
| #  |     | Poszt | Név                                                             |
| -- | --- | ----- | --------------------------------------------------------------- |
| 9  | ENG | CS    | Gary Alexander (az AFC Wimbledonnál a 2012/13-as szezon végéig) |
| 18 | ENG | V     | Shaun Cooper (a Portsmouth-nál)                                 |
| 24 | CAN | V     | Jon Dollery (a Lewesnál)                                        |

| #  |     | Poszt | Név                                       |
| -- | --- | ----- | ----------------------------------------- |
| 27 | ENG | KP    | Aaron Wickham (a Metropolitan Police-nál) |
| 23 | BER | CS    | Jonte Smith (az Eastbourne Borough-nál)   |

## Szakmai stáb

### Edzői stáb
| Munkakör                 | Név                |
| ------------------------ | ------------------ |
| Szakmai igazgató         | Steve Coppell      |
| Menedzser                | Richard Barker     |
| Menedzser asszisztens    | Anthony Williams   |
| Pályaedző                | Craig Brewster     |
| Fő fizikoterapeuta       | James Barker       |
| Vezető sportorvos        | Niall Clark        |
| Teljesítményelemző       | Nathan Anson       |
| Vezető játékosmegfigyelő | Martin Hinshelwood |
| Ifiedző                  | Steve Martin       |
| U18-as pályaedző         | Mark Beard         |

### Vezetőség
| Elnök             | Victor Marley   |
| Igazgató          | Sue Carter      |
| Igazgató          | Ian Carter      |
| Igazgató          | Dave Pottinger  |
| Pénzügyi igazgató | Richard Low     |
| Szertáros         | Marco Quasimodo |

## Sikerek

### Kupák
- Montgomery Cup: 1926
- Sussex Intermediate Cup: 1928
- Metropolitan League Challenge Cup: 1959
- Sussex Professional Cup: 1970
- Southern League Merit Cup: 1971
- Gilbert Rice Floodlight Cup: 1980, 1984
- Sussex Senior Cup: 1990, 1991, 2003, 2005
- Sussex Floodlight Cup: 1991, 1992, 1993, 1999
- Roy Hayden Trophy: 1991, 1992
- William Hill Senior Cup: 1993
- Southern League Cup: 2003, 2004
- Southen League Championsjip Trophy: 2004, 2005

### Bajnoki címek
- Mid Sussex Senior League: 1903
- Southern Counties Combination Floodlight League: 1986
- Southern League: 2003/04
- Conference National: 2010/11
- League Two feljutó: 2011/12

## Bajnoki helyezések
| Szezon  | Osztály             | Helyezés | Megjegyzés      |
| ------- | ------------------- | -------- | --------------- |
| 2002/03 | Southern League     | 7.       | –               |
| 2003/04 | Southern League     | 1.       | Bajnok          |
| 2004/05 | Conference National | 12.      | –               |
| 2005/06 | Conference National | 17.      | 3 pont levonás  |
| 2006/07 | Conference National | 18.      | 10 pont levonás |
| 2007/08 | Conference National | 15.      | 6 pont levonás  |
| 2008/09 | Conference National | 9.       | –               |
| 2009/10 | Conference National | 7.       | –               |
| 2010/11 | Conference National | 1.       | Bajnok          |
| 2011/12 | League Two          | 3.       | Feljutó         |

## Külső hivatkozások
- Hivatalos honlap
- Szurkolói honlap
- A csapattal kapcsolatos hírek a BBC-n
- A szurkolói klub honlapja